# Eucera punctissima
Eucera punctissima är en biart som beskrevs av De Gaulle 1908. Eucera punctissima ingår i släktet långhornsbin, och familjen långtungebin. Inga underarter finns listade i Catalogue of Life.